# Mirjam Ott
Mirjam Ott (Berna, 27 gennaio 1972) è una giocatrice di curling svizzera.

## Biografia
Partecipò all'età di 30 anni ai XIX Giochi olimpici invernali edizione disputata a Salt Lake City (Stati Uniti d'America) nel 2002, riuscendo ad ottenere la medaglia d'argento nella squadra svizzera con le connazionali Laurence Bidaud, Tanya Frei, Luzia Ebnöther e Nadja Röthlisberger. Nell'edizione la nazionale britannica ottenne la medaglia d'oro, la canadese quella di bronzo. La Ott vinse nuovamente una medaglia d'argento ai successivi XX Giochi olimpici invernali.

## Palmarès

### Giochi Olimpici
- 2 medaglie:
  - curling femminile a Salt Lake City 2002: 
  - curling femminile a Torino 2006: